# Retraite mortelle
Pour plus de détails, voir Fiche technique et Distribution.
Retraite mortelle (Pulp) est un film britannique réalisé par Mike Hodges, sorti en 1972.

## Synopsis
Mickey King (Michael Caine) est un auteur de roman policier vivant à Rome séparé de sa famille. Preston Gilbert (Mickey Rooney), acteur spécialisé dans les rôles de gangster, lui propose de servir de prête-nom pour écrire sa biographie en échange d'une grosse somme d'argent. King accepte sans état d'âme. Mais plus il avance dans son travail plus les cadavres se multiplient autour de lui, Preston Gilbert lui-même vient à se faire assassiner. King décide alors de mener l'enquête, à la manière des héros de ses romans. Il soupçonne le prince Cippola (Victor Mercieca) d'être le commanditaire de tous ces crimes, car Gilbert aurait été témoin de ses magouilles.

## Commentaire
Ce film est une parodie des romans noirs anglophones, comprenant de nombreux clins d'œil aux œuvres d'auteurs comme Dashiell Hammett ou Raymond Chandler. La voix off de Mickey King commentant l'action, de manière souvent décalée, renforce les références aux classiques de romans policiers.

## Fiche technique
- Titre : Retraite mortelle
- Titre original : Pulp
- Photographie : Oussame Rawi
- Musique : George Martin
- Montage : John Glen
- Costumes : Gitt Magrini
- Production : Michael Klinger et Michael Caine
- Format : Couleur
- Genre : Comédie dramatique, thriller et néo-noir[1]

## Distribution
- Michael Caine : Mickey King
- Mickey Rooney : Preston Gilbert
- Lizabeth Scott : Princesse Betty Cippola
- Victor Mercieca : Prince Cippola
- Lionel Stander : Ben Dinuccio
- Nadia Cassini : Liz Adams
- Dennis Price : l'anglais mystérieux
- Al Lettieri : Miller
- Leopoldo Trieste : Marcovic
- Ave Ninchi : La grosse femme de chambre
- Giulio Donnini : Le directeur de l'école de dactylographie

## Distinction
- Diffusé au festival du film britannique de Dinard en 2004 lors d'un hommage à Mike Hodges